# Лангенбах (Горња Баварска)
Лангенбах (њем. Langenbach) град је у њемачкој савезној држави Баварска. Једно је од 24 општинска средишта округа Фрајзинг. Према процјени из 2010. у граду је живјело 3.886 становника. Посједује регионалну шифру (AGS) 9178138.

## Географски и демографски подаци
Лангенбах се налази у савезној држави Баварска у округу Фрајзинг. Град се налази на надморској висини од 429 метара. Површина општине износи 26,9 km². У самом граду је, према процјени из 2010. године, живјело 3.886 становника. Просјечна густина становништва износи 145 становника/km².